# Hiperboloid
Hiperboloid je kvadrik (ploskev drugega reda) v treh razsežnostih. Nastopa v dveh oblikah kot:
- enodelni hiperboloid
- dvodelni hiperboloid

Imenuje se tudi eliptična hiperboloida. Kadar je {\displaystyle a=b\,}, se dobi rotacijski hiperboloid. 
Mejna oblika med njima je dvojni stožec.

## Enodelni hiperboloid
Enodelni hiperboloid se opiše z enačbo:
{\displaystyle {\frac {x^{2}}{a^{2}}}+{\frac {y^{2}}{b^{2}}}-{\frac {z^{2}}{c^{2}}}=1\!\,.}

## Dvodelni hiperboloid
Dvodelni hiperboloid se opiše z enačbo:
{\displaystyle -{\frac {x^{2}}{a^{2}}}-{\frac {y^{2}}{b^{2}}}+{\frac {z^{2}}{c^{2}}}=1\!\,.}
Pri dvodelnem hiperboloidu je ploskev sestavljena iz dveh delov, ki pa se ne dotikata.

## Degenerirana oblika
Degenerirani hiperboloid ima obliko:
{\displaystyle {\frac {x^{2}}{a^{2}}}+{\frac {y^{2}}{b^{2}}}-{\frac {z^{2}}{c^{2}}}=0\!\,.}
Kadar je {\displaystyle a=b\,}, se dobi stožec, kadar pa sta {\displaystyle a\,} in {\displaystyle b\,} različna, se dobi eliptični stožec.

## Hiperboloidne strukture
Enodelni hiperboloidi se uporabljajo za konstrukcije zgradb. Te strukture se imenujejo hiperboloidne strukture. Značilen primer so hladilni stolpi, ki se uporabljajo v elektrarnah (toplotnih in jedrskih). Ker je hiperboloid ploskev, ki se jo dobi tudi s pomočjo premic, ki ležijo na ploskvi hiperboloida, je zelo ugodno za gradnjo z uporabo minimalnih količin materiala. Podobno se gradijo tudi vodni stolpi.